# Хавер (Монтана)
Хавер (енгл. Havre) град је у америчкој савезној држави Монтана.

## Демографија
По попису из 2010. године број становника је 9.310, што је 311 (-3,2%) становника мање него 2000. године.
| Група             | 2000.         | 2010.         |
| Белци             | 8.327 (86,6%) | 7.501 (80,6%) |
| Афроамериканци    | 11 (0,1%)     | 40 (0,4%)     |
| Азијати           | 47 (0,5%)     | 53 (0,6%)     |
| Хиспаноамериканци | 142 (1,5%)    | 237 (2,5%)    |
| Укупно            | 9.621         | 9.310         |